# Bujian busan
Bujian busan (不见不散;S), noto anche con il titolo internazionale Be There or Be Square, è un film del 1998 scritto e diretto da Feng Xiaogang.

## Trama
Lin Yuan e Li Qing si rincontrano più volte e in diverse occasioni, e con il passare del tempo i due iniziano a essere attratti l'uno dall'altra. Tuttavia, nessuno dei due trova il coraggio per dichiararsi, fino a quando – temendo di stare per morire – i due si confidano quello che realmente provano.

## Distribuzione
In Cina la pellicola è stata distribuita a partire dal 23 marzo 1998.